# Dianismo
Il Dianismo, o Tradizione Dianica, Tradizione Dianica Femminile e in alcuni casi anche chiamata Wicca Dianica, è una corrente spirituale incentrata sui misteri femminili.
Figura centrale della credenza dianica è la Dea Madre, concepita come colei che dà la vita e ha dato origine ad ogni cosa.
La Tradizione Dianica può essere intesa come una corrente enoteistica in quanto concepisce la presenza di una fonte divina unica che possiede diverse manifestazioni, ovvero tutte le Dee dei diversi pantheon delle culture mondo.
La Tradizione Dianica è un percorso spirituale eccessibile solo alle Donne biologicamente femmine, così come le sue pratiche e rituali.

## Storia
La corrente Dianica femminile si ispira ai culti romani pre-cristiani di Diana, alle tradizioni matrilineari del mondo insieme a pratiche di stregoneria sia tradizionali, che moderne.
Lo sviluppo di questa particolare corrente può essere collegato ai movimenti femministi degli anni sessanta.
Nel 1970 Zsuzsanna Budapest, una strega ereditaria dell'Ungheria, diede origine ad una coven femminista, ed aprì il primo negozio di libri esoterici di spiritualità femminile chiamato "Feminist Wicca” (Wicca Femminista). Z. Budapest è considera colei che ha riportato alla luce una corrente spirituale esclusivamente femminile, insieme alle sue pratiche ancestrali, e in quanto strega ereditaria nella costruzione della Tradizione Dianica femminile così come oggi noi la conosciamo, oltre a pratiche e credenze di stregoneria tradizionale (in particolare quella italiana legata alla stregheria e al culto di Aradia) Z. Budapest inserì anche elementi famigliari appresi dalla madre. 
Diversi festival culturali femministi cominciarono nel 1973 e si trasformarono poi in organizzazioni per donne interessate alla spiritualità dianica.
La Tradizione Dianica femminile in Italia è stata divulgata dalla sacerdotessa Cristina Pandolfo (ordinata ministro di culto dal “Temple of Diana” nel 2014), fondatrice dell'organizzazione spirituale di Tradizione Dianica “Domina Lunae”, la quale opera principalmente in Italia, e nel Regno Unito.

## Credenze e pratiche
La Dività principale del culto dianico è la Grande Madre dai diecimila nomi. Nella cosmologia della Tradizione la Dea è la fonte della vita e dell'universo la quale possiede molteplici caratteristiche rappresentate dai suoi diversi archetipi.
Il Divino viene percepito come "essere femminile" in quanto Matrice creativa primordiale la quale ha partorito sé stessa attraverso un processo di partenogenesi (impregnazione e creazione senza l'unione dei sessi), emanando inoltre tutte le diverse forme di vita (terrestri e galattiche) dal centro della sua spirale. 
Diana è la divinità icona di questa Tradizione, e rappresenta indipendenza, libertà, integrità e completezza in sé stesse.
Nell’antica religione dei popoli Italici e del Mediterraneo Diana è alla sua origine una Dea Madre, il suo nome significa "luce del giorno" ed colei che presiede alla vita e alla morte.
La Tradizione Dianica si distingue dalle altre tradizioni spirituali soprattutto per la peculiarità di possedere rituali esclusivamente destinati alle donne, incentrati su tutti gli aspetti del femminile e della Grande Madre, e sulle pratiche magiche a questi correlate. La coscienza femminista e le sue visioni sono inoltre spesso amalgamate tra i contenuti di un rituale. 
Nel dianismo l’attenzione è focalizzata sul corpo femminile dove i processi di guarigione e l’esperienza del divino sono resi possibili grazie alla riunificazione del corpo, con la mente e lo spirito.